# 西部馬來-玻里尼西亞語
西部馬來-玻里尼西亞語，亦稱西部大洋洲南島語（Hesperonesian languages），是一個並系群分類，包含馬來-玻里尼西亞語族中不屬於中-東部馬來-玻里尼西亞語族的所有語言。
西部馬來-玻里尼西亞語族此一分類最初由白樂思提出，作為中-東部馬來-玻里尼西亞語族的姊妹支系。由於沒有其它特徵能夠正確的定義「西部」這種語族劃分，且「西部」只有地理上的關連，到最近這種分類已不再使用。

## 分類系譜

### 在馬來-玻里尼西亞語族中的地位
「西部馬來-玻里尼西亞語族」語言間的關聯仍有相當多的討論空間，僅管有些學者仍將其作為一個確定的「語族」來看待。而白樂思（Blust 1999）中，此一分類僅為包含馬來-玻里尼西亞語族中不屬於中-東部馬來-玻里尼西亞語族的所有語言。對白樂思而言，若直接進行對「原始西部馬來-玻里尼西亞語族」的重建，其結果與直接重建「原始馬來-玻里尼西亞語族」應無任何區別。即便如此，仍有許多對西部馬來-玻里尼西亞語族的內部分類的提案。

### 內部分類
為了解決內部語言關係的問題，羅斯 (Ross 1995)，放棄了系屬分類的想法。他列出了「西部馬來-玻里尼西亞語」中24個可確立的分類，並以此做為後續研究的起始。阿德拉（Adelaar 2005）重拾此一做法，並得出了23個分類：
- 菲律賓語群，包含桑吉爾語群、米納哈沙語群以及哥倫打洛-蒙貢多語群
- 查莫羅語
- 帛琉語
- 薩瑪-巴召語群
- 馬來-松巴哇語群，統合了馬來語群、亞齊語-占語群、峇里語、薩薩克語、松巴哇語、馬杜賴語以及巽他語
- 爪哇語群
- 莫肯-莫克倫語群
- 北婆羅洲語群
- 加央-穆里克語群
- 平地達雅克語群
- 東巴里多語群
- 巴里多-馬哈坎語群
- 西巴里多語群
- 楠榜語
- 拉讓語
- 西北蘇門答臘語群
- 多密尼-多多利語群
- 凱利-帕莫納語群
- 沙魯安-曼雅語群
- 本庫-多樂基語群
- 穆納-布敦語群
- 沃度-沃留語群
- 南部蘇拉威西語群

而上列分類與 Ross (1995) 的不同之處十分重要。例如，菲律賓語群下包含許多次群，如巴丹語群、北菲律賓語群、中菲律賓語群、南菲律賓語群、南民答那峨語群、以及其他位在蘇拉威西的語群。

## 腳註
1. ↑  Blust, Robert. 1980. Austronesian Etymologies. Oceanic Linguistics 19, pp. 1-189
2. ↑  K. Alexander Adelaar & Nikolaus Himmelmann. 2005. The Austronesian languages of Asia and Madagascar: A historical perspective, pp. 1-42, London, Routledge ISBN 0-7007-1286-0
3. ↑  Smith, Alexander D. . Oceanic Linguistics. 2017, 56 (2): 435–490. doi:10.1353/ol.2017.0021.
4. ↑  Adelaar, 2005, p. 14.
5. ↑  Adelaar, 2005, p. 15.
6. ↑  Adelaar, 2005, pp. 15-16.